# Појени (Тимиш)
Појени (рум. Poieni) насеље је у Румунији у округу Тимиш у општини Пиетроаса. Oпштина се налази на надморској висини од 337 m.

## Прошлост
По "Румунској енциклопедији" место се први пут помиње 1514-1516. године. Било је власништво Хуњадија, па Бранденбрга. Црква брвнара је подигнута 1790. године.
Аустријски царски ревизор Ерлер је 1774. године констатовао да место припада Фачетском округу, Лугожког дистрикта. Становништво је било претежно влашко. Када је 1797. године пописан православни клир ту је био један свештеник. Парох поп Јован Димитријевић (рукоп. 1788) служио се само румунским језиком.

## Становништво
Према подацима из 2002. године у насељу је живело 316 становника, од којих су сви румунске националности.